# Cheilymenia fimicola

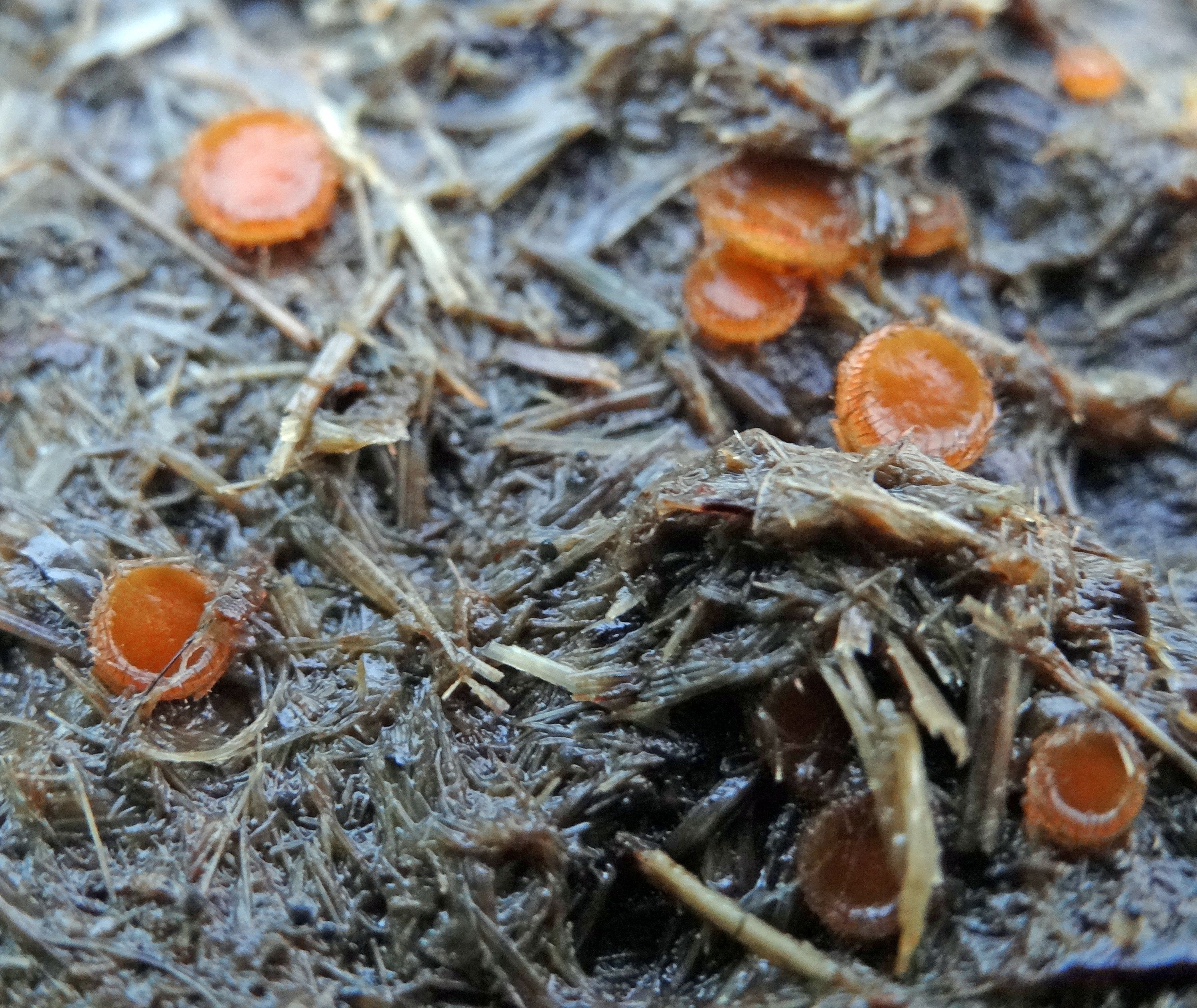

Cheilymenia fimicola (Bagl.) Dennis – gatunek grzybów z rodziny Pyronemataceae.

## Systematyka
Pozycja w klasyfikacji według Index Fungorum:  Chaeilymenia, Pyronemataceae, Pezizales, Pezizomycetidae, Pezizomycetes, Pezizomycotina, Ascomycota, Fungi.
Po raz pierwszy opisał go w 1865 r. Francesco Baglietto nadając mu nazwę Arrhenia fimicola. Obecną, uznaną przez Index Fungorum nazwę, nadał mu Richard William George Dennis w 1978 r.
Synonimy:
- Apus fimicola (Bagl.) Mussat 1901
- Arrhenia fimicola Bagl. 1865
- Auriscalpium fimicola (Bagl.) Kuntze 1898
- Cheilymenia coprinaria var. minima (Grove) Ramsb. 1914
- Lachnea minima Grove[2].

## Morfologia
Owocniki
Typu apotecjum (miseczka), siedzące, początkowo koliste, potem kolejno poduszkowate, płytko kielichowate w końcu talerzykowate o szerokości 1,0–4,0 (5) mm. Brzeg wywinięty do góry, czasami falisty,, nawet falisty, z jasnobrązowymi włosami przypominającymi szczecinę. Powierzchnia hymenialna czerwono-pomarańczowa do żółtawo-pomarańczowej, naga, płaska do wklęsłej. Powierzchnia zewnętrzna jaśniejsza niż hymenialna, z rozproszonymi, bladymi, sztywnymi włosami. Kontekst mięsisty, cienki, pomarańczowy, zapach i smak nieokreślony.
Cechy mikroskopowe
Worki ośmiozarodnikowe, jednorzędowe, nieamyloidalne. Parafizy smukłe, lekko maczugowate. Zarodniki 16–19 × 10,0–12,5 µm, elipsoidalne, gładkie, cienkościenne, szkliste, bez kropelek oleju.
Gatunki podobne
Cheilymenia stercorea również tworzy małe, pomarańczowe miseczki z włoskami brzeżnymi przypominającymi szczecinę, ale subtelnie odróżnia się od Cheilymenia fimicola, którego włosy są proste, septowane, zwężające się ku końcowi i rozgałęziają się tylko u podstawy. Cheilymenia stercorea ma dwa rodzaje włosów; niektóre proste, zwężające się i septowane jak Cheilymenia fimicola, chociaż zwykle ciemniejsze, oraz włosy krótsze, gwiaździste i rozgałęzione, które znajdują się głównie u podstawy apotecjów. Trzeci gatunek, Cheilymenia theleboloides, spotykany sporadycznie na końskim oborniku, jest bladożółtawy i ma niepozorne, prawie szkliste włosy. Inne podobne gatunki to Cheilymenia granulata i włośniczka tarczowata (Scutellinia scutellata). Ten pierwszy wytwarza pomarańczowe kubki na łajnie, ale brakuje mu włosków brzeżnych i, jak sugeruje epitet gatunkowy, ma chropowatą powierzchnię zewnętrzną. Włośniczka tarczowata tworzy jasnopomarańczowe, kielichowate owocniki z wyraźnymi włoskami brzeżnymi, ale występuje na gnijącym drewnie, a nie na łajnie.

## Występowanie i siedlisko
Cheilymenia fimicola występuje w Ameryce Północnej, Europie, Azji, Australii i na Nowej Zelandii. W Ameryce Północnej gatunek ten jest pospolity. W Polsce podano kilka stanowisk, najstarsze podał Stanisław Domański w 1970 r. Grzyb koprofilny występujący na odchodach zwierząt roślinożernych. Owocniki przez cały rok, gdy dostępna jest wilgoć. Grzyb niejadalny ze względu na miejsce występowania.